# Xystrocera femorata
Xystrocera femorata är en skalbaggsart som beskrevs av Louis Alexandre Auguste Chevrolat 1855. Xystrocera femorata ingår i släktet Xystrocera och familjen långhorningar.
Artens utbredningsområde är:
- Benin.
- Ghana.
- Liberia.
- Nigeria.
- Sierra Leone.
- Togo.

Inga underarter finns listade i Catalogue of Life.